# Manuscrit du Coran de l'université de Birmingham
Le manuscrit du Coran de l'université de Birmingham est composé de deux feuillets conservés par l'université de Birmingham. Il porte le numéro 1572a.
Ce manuscrit est célèbre pour avoir été daté en 2015 par le carbone 14 entre 568 et 645 à 95.4 %, ce qui ferait de lui le plus ancien exemplaire du Coran, l'animal dont la peau a servi à fabriquer ce manuscrit remontant au plus tard treize ans après la mort de Mahomet. L'université de Birmingham a confirmé que ce manuscrit n'est pas un palimpseste.
Toutefois, la date exacte de rédaction est discutée par certains philologues et paléographes car la datation carbone 14 correspond à celle du support et non à celle du texte, qui daterait vraisemblablement de la seconde moitié du VIIe siècle, voire du tout début du VIIIe siècle selon les estimations, soit au cours du Ier siècle de l'Hégire.
Des études montrent que les folios de ce manuscrit sont très similaires au Coran actuel et possèdent des variantes, en particulier au niveau des voyelles longues, qui peuvent se rapprocher de variantes de lecture différentes. 

## Historique du manuscrit
Ces fragments de manuscrit peuvent être reliés à Fostat sans qu'il soit possible de dire s'il s'agit du lieu de rédaction de celui-ci ou non. Si ce manuscrit montre les traces d'une influence syrienne, les liens entre l'Égypte et la Syrie font qu'il peut avoir été écrit dans ces deux espaces.
Ces feuillets proviennent d'un dépôt présent dans une mosquée du sud du Caire. Ils sont arrivés dans les années 1930 à Birmingham grâce à un antiquaire de Leyde. Le lien avec les manuscrits de la collection Marcel montre que ces fragments proviennent des collections de Jean-Joseph Marcel et de Jean-Louis Asselin de Cherville.
Ces 2 feuillets appartiennent au manuscrit Mingana 1572, composé de 9 folios. Ils ont été reliés avec les feuillets 1572b entre 1936 et 1944. Ces fragments proviennent de la collection rassemblée par Alphonse Mingana, prêtre chaldéen, islamologue pionnier de la détection des soubassements araméens du texte coranique et mort en 1937. Son nom figure d’ailleurs à gauche des folios. Par ailleurs, ces fragments sont connus de longue date des chercheurs et avaient déjà été étudiés. Néanmoins, peu d'études ont été menées sur ces feuillets. Il a été le sujet d'un article d'Alba Fedeli en 2011.
Ce manuscrit a "a défrayé la chronique en 2015" lors de sa datation au Carbone-14. Le docteur Muhammad Isa Walley, conservateur en chef des manuscrits persans et turcs à la bibliothèque nationale du Royaume-Uni, a alors soutenu[pourquoi ?] que la rédaction s'est faite peu après la fabrication du support. Elle serait selon lui antérieure à la première recension du Coran réalisée sous Othmân ibn Affân, troisième calife de l'islam qui régna de 644 à 656, ce qui en ferait l'un des plus anciens manuscrits conservés du Coran. Cette annonce, par la BBC le 22 juillet 2015, ont créé une "grande excitation tant parmi les universitaires que parmi les musulmans". Reynolds souligne que les articles à l'origine de cette effervescence n'ont pas mis en évidence que cette datation du support du manuscrit de Birmingham renvoie à la période pré-uthmanienne et même majoritairement à une période précédant l'enseignement de Mahomet. A. Fedeli a critiqué cet enthousiasme médiatique, survalorisant des données brutes, et préconise une attitude prudente.

## Identification et description
Le « Coran de Birmingham » consiste en deux folios comportant des fragments des sourates 18 à 20. Le texte est écrit à l'encre, en calligraphie hijazi, sur parchemin et il est resté lisible. Ces deux folios appartiennent au même manuscrit que le BNF 328c. Ce dernier, possédant 16 feuillets a été catalogué en 1983 comme étant en écriture Higazi I. Son écriture ressemble par certains aspects à celle du 328b, appartenant au codex Parisino-petropolitanus.
Le manuscrit est en format in-quarto, qui est donc similaire à celui du palimpseste de Sanaa (légèrement plus grand) ou du codex Parisino-petropolitanus. Les pages du manuscrit 328c font 33.3x24.5cm. Celles du manuscrit de Birmingham font 34.3x25.8cm au maximum.
En 2017, l'Université de Birmingham commissionna la société spécialisée R B Toth Associates en collaboration avec la Cadbury Research Library afin d'effectuer des analyses supplémentaires par rayonnement ultraviolet sur le manuscrit. Cela consistait à examiner s'il existe des écrits cachés qui ne pouvaient être vus à l'œil nu. Ce processus, appelé imagerie multispectrale, examine le manuscrit à travers différentes longueurs d'onde de lumière. Les résultats n'ont montré aucun texte caché dans le manuscrit, démontrant qu'il ne s'agit pas d'un palimpseste.

## Similitude avec le Coran actuel et variantes textuelles
Le manuscrit de Birmingham est unanimement reconnu comme étant presque parfaitement identique au Coran standardisé. Des analyses statistiques comparant les folios de ce parchemin à la version actuelle standardisée du Coran ont ainsi été menées.
L'étude statistique du professeur Halim Sayoud démontre une similitude « quasiment égale à 100% » quelle que soit la méthode de comparaison utilisée entre le manuscrit de Birmingham et le Coran tel que nous le connaissons aujourd'hui. Le professeur attribue les différences marginales à la comptabilisation ou non des syllabes longues de l'alphabet arabe selon la lecture du texte coranique retenue. Halim Sayoud montre toutefois que la variante textuelle du manuscrit n'est pas la même que celle du Coran actuelle, menant à des variantes dans les voyelle longues.
Selon David Thomas, professeur de christianisme et d’islam à l’université de Birmingham, ce manuscrit est « très proche » du texte actuel du Coran. À la différence du palimpseste de Sanaa, l’enchaînement des sourates 19 et 20 est conforme pour le manuscrit de Birmingham à la vulgate othmanienne. Il possède néanmoins quelques variantes textuelles qui l'en différencie, comme les numérotations des versets.
Dans un travail dédié à ces variantes textuelles en comparaison avec les manuscrits anciens, Yassin Dutton note l'absence de différences substantielles pouvant concerner le squelette consonantique, relevant plutôt « quelques variantes impliquant le pointage de certaines lettres et l'indication de voyelles longues »,. Par ailleurs, une grande partie de ces variantes rapprochent ce manuscrit du monde syrien et de la lecture dite Homs du Coran.
Toujours selon Dutton, ce manuscrit, comme les autres manuscrits anciens, illustrent que « les normes qui seront considérées plus tard comme standard ont mis un certain temps à se développer, et cela pendant un certain temps après l’acceptation d’un texte "uthmanien", il y avait encore des variations considérables et acceptables au niveau micro sur comment le squelette du texte pouvait, ou devait, être écrit et comment il pouvait, ou devait, être prononcé ». Ces variations sont situées au niveau de certaines lettres, comme les voyelles longues. Ce manuscrit illustre, selon cet auteur, le processus de standardisation du Coran multiforme, à travers les réformes du calife Uthman, d'al-Hajjaj et d'Abd al-Malik et jusqu'au Xe siècle.

## Datation du manuscrit

### Datation du support

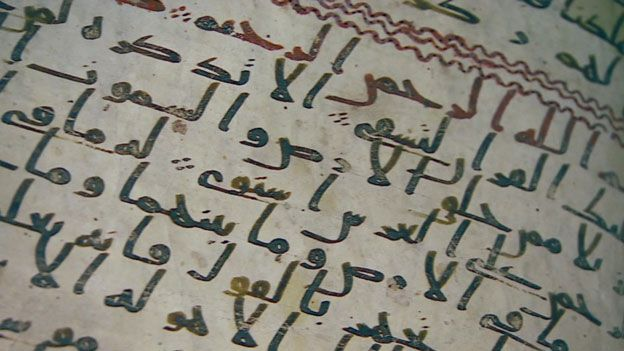
Vue rapprochée du Coran de Birmingham. Les divisions de sourates et marques de versets sont visibles.

Grâce à la datation par le carbone 14, le parchemin a été identifié en juillet 2015 comme ayant été fabriqué entre 568 et 645 à 95.4 %. La datation des manuscrits au carbone 14 ne peut renseigner exactement sur la date de rédaction du manuscrit. Elle ne peut dater que la mise à mort de l'animal ayant servi à fabriquer le parchemin. Cette étude n'est pas menée sur l'encre elle-même.
Gabriel Said Reynolds rappelle une datation menée par un laboratoire de Lyon sur deux fragments du manuscrit de Sanaa donnant respectivement 543–643 et 433–599. Pour l'auteur, « Dans tous les cas, les résultats de Birmingham suggèrent que Lyon n'a peut-être pas bâclé le travail après tout. Curieusement, la première plage de dates de Lyon (543–643) correspond plutôt étroitement à la plage de dates donnée (du laboratoire d'Oxford) pour le manuscrit de Birmingham (568–645). ».
Des chercheurs invitent à la prudence concernant l'interprétation des résultats de la datation carbone des manuscrits anciens,. Pour François Déroche, « Bien que les publications récentes semblent trop confiantes dans leur dépendance à la méthode C14, le dernier mot devrait rester chez le philologue, l'historien ou le paléographe ». L'auteur cite ainsi des exemples de datations de manuscrits qu'il considère comme impossibles et pose l'hypothèse que des résultats peuvent être faussés (datation trop ancienne) par l'effet du climat sur les peaux puis rajoute que « Les résultats de l'analyse C14 sont très utiles en tant que première indication de l'âge des copies, mais leur précision est insuffisante quand il s'agit d'organiser les choses dans une période qui a duré moins d'un siècle ».

### Datation du texte
Le manuscrit de Birmingham possède des traits qui appartiennent à un stade déjà avancé de la rédaction du Coran, comme la présence de divisions entre les sourates ou certains diacritiques. Pour Reynolds, la datation ancienne de ce Coran et d'autres pourrait être l'occasion de réinterroger la question de la naissance de l'islam, mais aussi les dates de Mahomet, qui ne correspondraient plus avec le récit traditionnel. Sinai, rejetant cette hypothèse de Reynolds d'un Coran plus ancien que ce qu'affirme la tradition, considère que « la position la plus raisonnable est probablement de rester calme et de continuer, c'est-à-dire de continuer à perfectionner les examens au radiocarbone des premiers manuscrits coraniques, d'accumuler une collection aussi importante que possible et ne pas tenir compte des résultats extrêmes aberrants ».
Pour la chercheuse Alba Fedeli de l'Université de Birmingham qui date ce manuscrit du début du VIIIe siècle, il se pourrait que la différence entre « l'analyse au carbone 14 et les données de l'analyse paléographique et philologique » puisse amener à estimer à nouveau ce que l'on sait « des caractéristiques de la maîtrise de l'écriture qui devraient être à une période plus ancienne ». Une étude menée en 2020 par une équipe d'archéologues et philologues nuance ces hypothèses en proposant de revoir à la baisse la période entre l'acquisition de la peau de bête et la rédaction, attribuant, après une analyse paléographique, la présence de signes diacritiques à des modifications tardives,[source insuffisante].
François Déroche du Collège de France invite à la prudence : « Les feuillets de Birmingham proviennent d’un même manuscrit que certains détenus à la Bibliothèque nationale de France. Or, d’après une analyse graphique, nous les avons datés du troisième quart du VIIe siècle. » (650 à 675). Pour G. Dye, « on doit plutôt le dater du dernier quart du VIIe siècle, et même plus plausiblement du premier quart du VIIIe siècle ». Pour Fedeli, ce manuscrit est vraisemblablement l’œuvre d'un scribe ayant copié à partir d'un autre exemplaire en embellissant la copie par des caractéristiques propres à une pratique plus tardive établie au cours du second projet masahif, datant des années 703-705 et mené par al-Hajjaj. Pour Dutton, « malgré le fait qu'elle soit précoce, la rédaction du texte lui-même ne risque pas être aussi tôt que supposé dans la presse récente à propos de la datation au radiocarbone ».

### La différence entre la datation du support et celle du texte
Plusieurs auteurs soutiennent une rédaction plus tardive que la datation C-14 de ce Coran, au cours du VIIe siècle,. Pour Dutton, « Il y a nécessairement un retard supplémentaire dans la production du parchemin et dans son acquisition - peut-être de loin - et dans l'exécution effective de l'écriture et / ou de la décoration de celui-ci ». Il existerait donc une différence de 50 à 70 ans entre la mise à mort de l'animal et son utilisation comme support de texte. E. Rezvan explique la différence entre la datation C-14 et celle du texte par un stockage des peaux. Ces peaux étaient des produits chers. Pour E. Rezvan, « les scriptoria monastiques et d'État, situés sur le territoire de la Grande Syrie (al-Shām), d'Antioche, d'al-Hira et d'Alexandrie, pourraient avoir stocké ce matériel précieux […]. Ces stocks sont devenus une partie du butin capturé par les Arabes dans les premières années de la conquête. Les feuilles capturées ont été utilisées pour écrire le Coran ». Cette hypothèse se doit, pour l'auteur, d'être davantage confrontée aux sources contemporaines.
Dutton associe le travail sur ce manuscrit, mais aussi le Parisino-petropolitanus, à un travail de scriptorium en lien avec le gouvernement Omeyyade. Pour l'auteur, « il semble prématuré d'offrir une indication ferme quant à la date ou à la provenance, au-delà […] d'une époque omeyyade primitive, et une provenance d'une région syrienne ou d'influence syrienne ».